# Кантрісайд (Іллінойс)
Кантрісайд (англ. Countryside) — місто (англ. city) в США, в окрузі Кук штату Іллінойс. Населення — 6420 осіб (2020).

## Географія
Кантрісайд розташований за координатами 41°46′27″ пн. ш. 87°52′31″ зх. д. / 41.77417° пн. ш. 87.87528° зх. д. (41.774207, -87.875224).  За даними Бюро перепису населення США в 2010 році місто мало площу 7,45 км², уся площа — суходіл.

## Демографія
Згідно з переписом 2010 року, у місті мешкало 5895 осіб у 2511 домогосподарстві у складі 1536 родин. Густота населення становила 791 особа/км².  Було 2763 помешкання (371/км²).
Расовий склад населення:
| - 88,5 % — білих - 3,1 % — чорних або афроамериканців - 1,6 % — азіатів - 0,2 % — корінних американців - 5,1 % — осіб інших рас |

До двох чи більше рас належало 1,5 %. Частка іспаномовних становила 16,4 % від усіх жителів.
За віковим діапазоном населення розподілялося таким чином: 19,3 % — особи молодші 18 років, 63,9 % — особи у віці 18—64 років, 16,8 % — особи у віці 65 років та старші. Медіана віку мешканця становила 44,0 року. На 100 осіб жіночої статі у місті припадало 93,5 чоловіків;  на 100 жінок у віці від 18 років та старших — 90,9 чоловіків також старших 18 років.
Середній дохід на одне домашнє господарство  становив 82 486 доларів США (медіана — 56 659), а середній дохід на одну сім'ю — 100 550 доларів (медіана — 71 467). Медіана доходів становила 58 837 доларів для чоловіків та 42 837 доларів для жінок. За межею бідності перебувало 13,3 % осіб, у тому числі 28,1 % дітей у віці до 18 років та 8,3 % осіб у віці 65 років та старших.
Цивільне працевлаштоване населення становило 3060 осіб. Основні галузі зайнятості: освіта, охорона здоров'я та соціальна допомога — 21,4 %, роздрібна торгівля — 15,1 %, науковці, спеціалісти, менеджери — 10,7 %, виробництво — 10,0 %.